# Salto de Roldán
Pour les articles homonymes, voir Roldán.

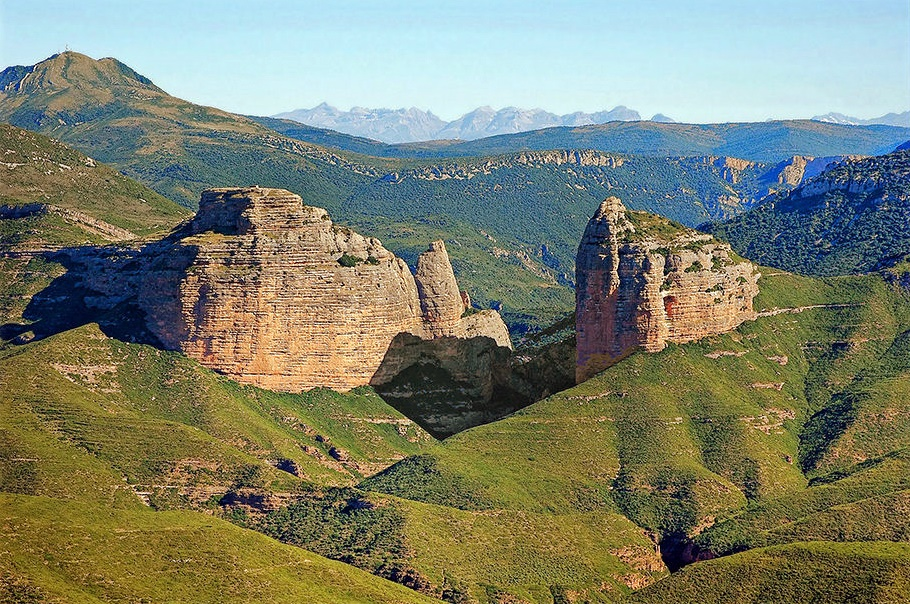
Vue aérienne du Salto de Roldán.

Le Salto de Roldán (« saut de Roland ») est une formation rocheuse située dans les Pyrénées espagnoles, près de Huesca, dans le Haut-Aragon.

## Géographie

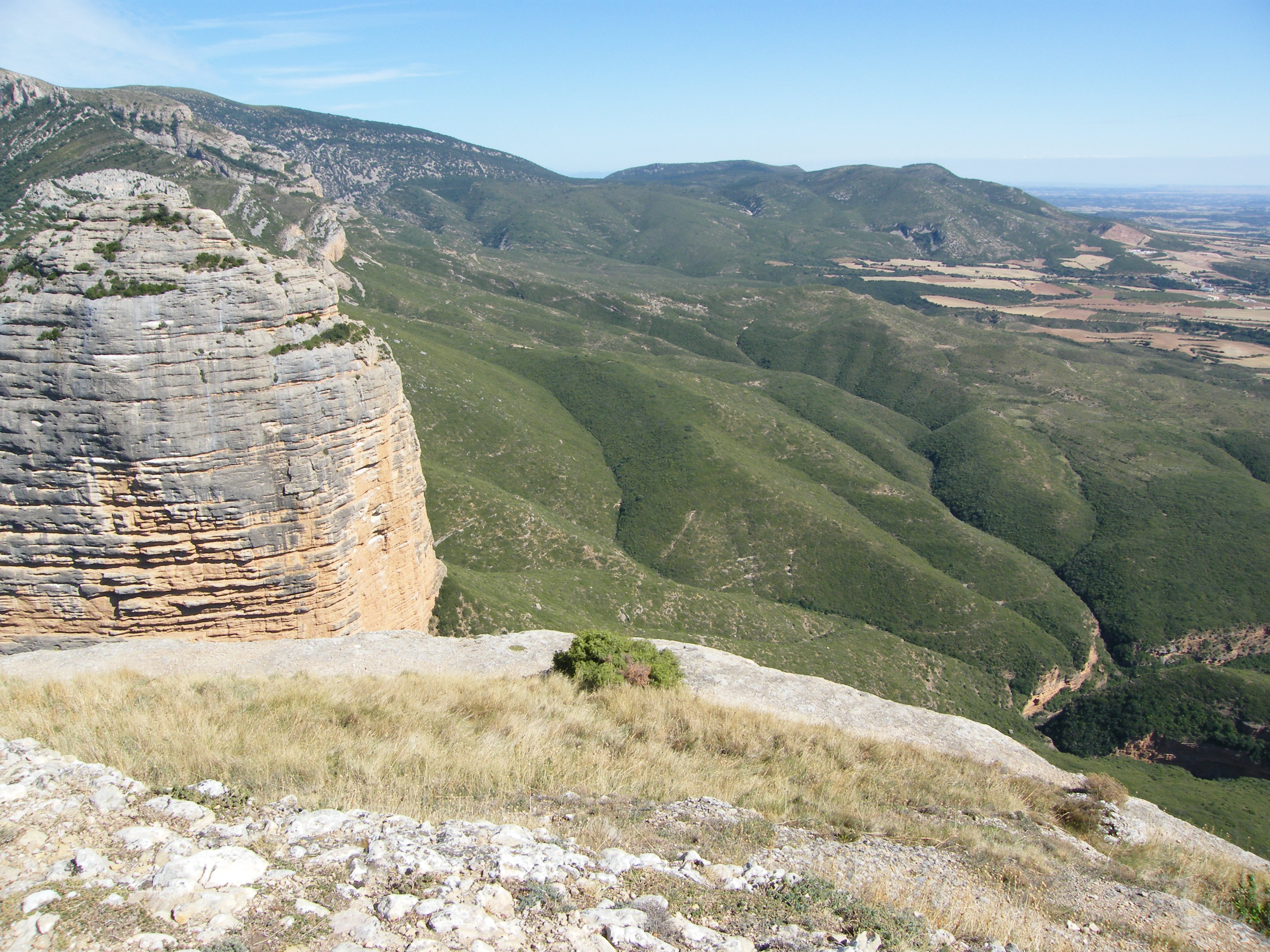
Salto de Roldán, au sommet de la Peña de San Miguel (ou Peña de Sen), tentative de vue sur le río Flumen

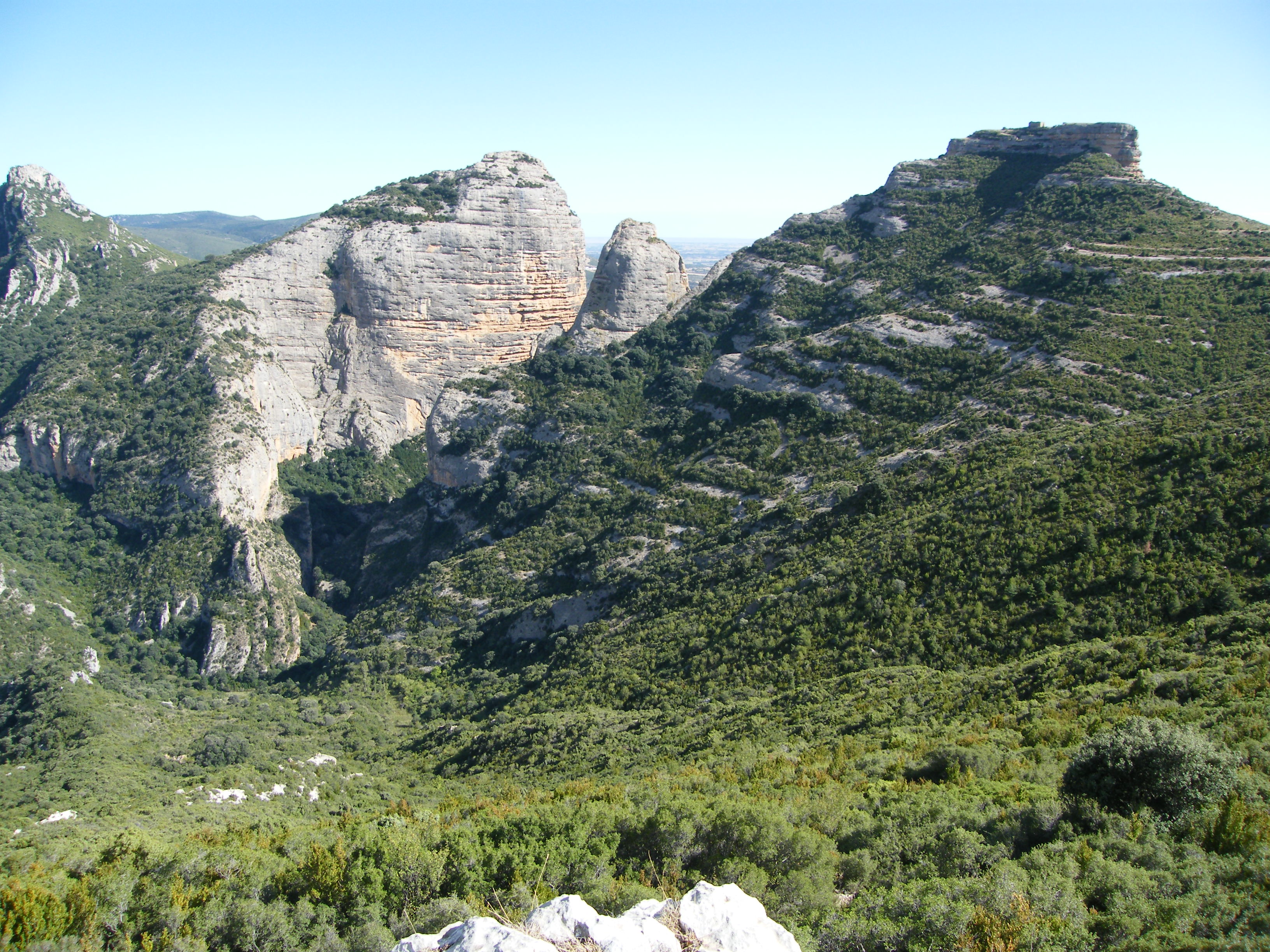
Salto de Roldán, les deux peñas : la Peña de San Miguel (ou Peña de Sen), la Peña de Amán (ou Peña de Men), et le Pico del Fraile, vue côté nord, depuis la piste

Situé sur la partie occidentale du Parc naturel de la Sierra et des gorges de Guara, le Salto de Roldán est constitué de deux gigantesques masses rocheuses se faisant face, la Peña San Miguel (1123 m) et la Peña Amán (1124 m). La rivière Flumen coule entre les deux.

## Légende
La légende raconte que le paladin Roland, lorsqu'il revint en France, fut harcelé par ses poursuivants. Pour leur échapper, il franchit l'abîme avec son cheval qui laissa l'empreinte de ses sabots sur le rocher. 